# Bonavigo
Bonavigo és un comune (municipi) de la província de Verona, a la regió italiana del Vèneto, situat a uns 80 quilòmetres a l'oest de Venècia i a uns 30 quilòmetres al sud-est de Verona.
A 1 de gener de 2020 la seva població era de 1.990 habitants.
Bonavigo limita amb els següents municipis: Albaredo d'Adige, Angiari, Legnago, Minerbe, Roverchiara i Veronella.